# Coceia (gens)
Coceia (em latim: Cocceia, pl. Cocceii) era uma família plebeia da Roma Antiga. A gens é mencionada pela primeira vez no final da República e é mais conhecida como a família à qual pertencia o imperador Nerva.

## Origem da gens
De acordo com Syme, os Coceios vieram da Úmbria.

## Praenomina
Os Coceios usaram os prenomes Marco (Marcus), Lúcio (Lucius), Sexto (Sextus) e Caio (Gaius), dos quais Marco foi favorecido pelos Coceios Nervas.

## Ramos e cognomina
A única família dos Coceios conhecida no final da República tinha o cognome Nerva. Vários cognominas pessoais foram usadas por outros membros da gens, incluindo Aucto, Balbo, Genial, Justo, Nepos, Nigrino, Próculo, Rufino e Vero.

## Membros da gens

### Nervos Cocceios
- Lúcio Coceio Nerva, promoveu a reconciliação de Marco Antônio e Otaviano em 40 a.C.; possivelmente é o mesmo Marco Coceio Nerva, cônsul em 36 a.C.[4]
- Marco Coceio Nerva, cônsul em 36 a.C.
- Marcus Coceio (M. f.) Nerva, amigo de Tibério, estudou sobre direito, e escreveu vários livros a respeito, hoje perdidos. Ele era o avô do imperador Nerva.
- Marco Coceio M. f. (M. n.) Nerva, também conhecido como Nerva filius, filho do jurista, em cujos passos seguiu, e pai do imperador.
- Marco Coceio Nerva, imperador de 96 a 98
- Coceia, irmã do imperador, casou-se com Lúcio Sálvio Otão Ticiano.

### Outros
- Lúcio Coceio Aucto, um arquiteto proeminente na época de Augusto.
- Caio Coceio Balbo, cônsul sufecto em 39 a.C.[3]
- Coceio Cesiano.[3]
- Marco Coceio Genialis.[3]
- Coceio Juliano Synesio.[3]
- Coceio Justo.[3]
- Coceio Miniciano.[3]
- Marco Coceio M. f. Não.[3]
- Marco Coceio Nigrinus.[3]
- Coceio Próculo.[3]
- Coceio Rufino.[3]
- Coceio Veniano.[3]
- Coceio Vero.[3]
- Sexto Coceio Severiano Honorino, cônsul sufecto em 147
- Sexto Coceio Vibiano.
- Marco Coceio Anício Fausto Flaviano, cônsul sufecto por volta de 250
- Sexto Coceio Anício Fausto Paulino, cônsul sufecto por volta de 260
- Marco Coceio Sex. f. Anício Fausto Flaviano.[3]